# Onofre Ferreira dos Anjos
Onofre Ferreira dos Anjos, mais conhecido por seu apelido Guigui, (Goiás Velho, 31 de outubro de 1926 ─ Itumbiara, 06 de maio de 2007) é um artista plástico.

## Biografia
Mudou-se com a família ainda na década de 1920 para Santa Rita do Paranaíba (futura Itumbiara). No município, Guigui estudou na Escola Estadual Rui de Almeida, primeira escola de Itumbiara, e se profissionalizou técnico em eletrônica –através de um curso por correspondência–, dedicando-se à operação de máquinas industriais por 50 anos. 
O cinema sonoro e as projeções cinematográficas chegam e encantam Guigui, que inicia uma nova fase de sua vida, dividido entre o trabalho como técnico em eletrônica e a paixão pela nova arte, levando-o a exercer a função de projetista no Cine Walter Barra, já localizado na Praça da República de Itumbiara.

### O precursor de um estilo goiano
O tempo livre do jovem Onofre passa a ser preenchido por aquilo que ele chamou de “imortalidade”. Atraído pelas imagens em movimento, descobre no pincel e na tinta a óleo o dom de paralisar as imagens de seu cotidiano que tanto o fascinaram. O cenário preferido do artista é a Praça da República. Como um fleunire, Guigui seguiu os passos dos transeuntes que passavam por aquele local nos anos de 1950 e décadas seguintes, na certeza de que sua pintura a óleo sobre seriguilha, manteria para além de sua recordação toda a sua vivência.
Sujeito integrado ao seu meio social, Guigui testemunhou as transformações políticas e arquitetônicas em Itumbiara, ora em seus passeios descontraídos pela praça testemunhando o footing, nos intervalos das projeções cinematográficas do Cine Walter Barra, ora nos intervalos das missas realizadas na Paróquia Santa Rita de Cássia.
Guigui tem uma relação saudosista da Praça da República, onde estão o padre Florentino, seus amigos, a igreja, o cinema, o coreto, a banda e o horto de azaléias. A notícia do desenvolvimento da cidade de Itumbiara – meados de 1960-1980 - preocupa o artista que começa a pintar num ritmo acelerado, preocupado com as mudanças arquitetônicas da praça, que era o seu lugar preferido.

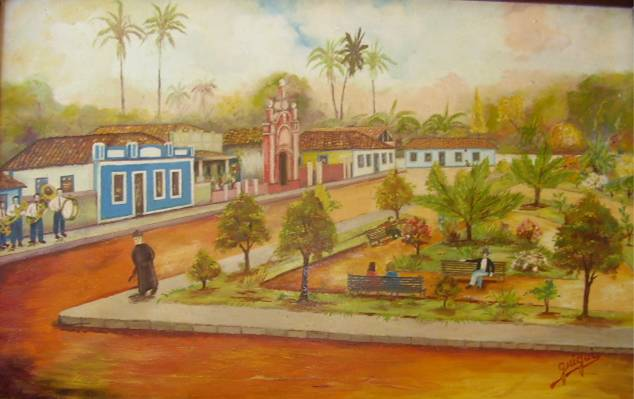

Em Guigui há de forma bastante explícita a influência do Realismo, embora concentre uma expressão lírica do cotidiano, trazida por seu subjetivismo poético, ou seja, a sua maneira apaixonada de sentir, de viver com entusiasmo, ardor e exaltação a iminência da perda (do tradicionalismo arquitetônico da praça e seus sujeitos despojados) e do ganho (do que viria ser aquele novo mundo de tecnologia e possibilidades). Contudo, é importante salientar que não podemos classificá-lo, considerando suas peculiaridades e traços irregulares dignos de seu estilo pouco distante da verossímil pintura realista, que concentra expressões, texturas e perspectivas dignas.

### a pintura de Guigui
Uma das importantes descobertas ocorridas durante entrevista com o artista plástico é o equívoco na datação das obras, em sua maioria, catalogadas pelo Museu Major Militão Pereira de Almeida como sendo de 1934. Guigui revelou que neste período era muito jovem e nem pensava em praticar a [[pintura. Para ele, a datação é nada além de uma maneira do museu - onde algumas das telas estão em constante exposição -, adaptar seu histórico cronológico dos avanços urbanísticos na cidade. Contudo, outro detalhe é revelado: a maioria das telas são réplicas de fotografias já desgastadas de períodos que antecederam sua criação, embora adaptadas à contemporaneidade de Guigui e da Praça da República até os anos de 1950 e décadas posteriores.

### A seriguilha
Trata-se de uma corruptela de seriguilha, palavra que ainda se usa em Portugal para tecidos grosseiros feitos de lã de carneiro. Também é escrita como serguilha e sirgilha. A palavra veio do latim sericus, que significava "proveniente da china", uma referência aos tecidos de seda chineses. Esta mesma palavra deu origem ao inglês silk. Um tecido espesso e grosseiro feito na máquina de tear, também usado no arreio de cavalos. O tecido é considerado inferior na realização de pinturas a óleo por sua irregularidade (rusticidade). Apesar de provocar protuberâncias leves, como se o pintor propusesse relevo à obra, o tecido precisava de um tratamento específico do artista plástico para receber a tinta. Outro de seus defeitos é sugar demasiadamente durante o processo de criação tornando mais difícil e complexa a concepção da obra, secando de forma mais lenta.

### Anexo
Em 2009, Itumbiara, cidade localizada ao Sul do Estado de Goiás, completou o centenário histórico de sua emancipação política. A cidade homenageou o artista na capa da lista "Sabe (CTBC)" deste ano, ilustrada com seu auto-retrato e fotografias de três principais telas em que o artista remonta o cenário da Praça da República de Itumbiara a partir das décadas de 1950-1980.
A obra de Guigui é considerada pelo historiador e autor itumbiarense Túlio Henrique Pereira, um documento indispensável para o estudo da história local do município.